# Fandango Records
Fandango Records – niezależna wytwórnia muzyczna, powstała w 2007 roku, z inicjatywy rapera Miuosha, skupiająca śląskich i łódzkich raperów, muzyków reggae i ragga. Firma wydała nagrania takich wykonawców, jak: Bas Tajpan, Mam Na Imię Aleksander, Miuosh, Skorup, Egotrue, 19SWC, Joteste, Bisz (B.O.K) czy Projektor.
W styczniu 2009 roku Fandango Records wydało płytę duetu Fandango Gang o tym samym tytule. 19 czerwca 2009 roku nakładem wytwórni ukazała się kompilacja pt. Fandango Mixtape vol.I. Na płycie znalazły się nagrania wykonawców związanych kontraktem wydawniczym z firmą. Wśród gości na płycie znaleźli się Kali, Bosski Roman, Abel, Żary i Jasiek.